# Dionizy Wincenty Ramos
Dionizy Wincenty Ramos, Dioniso Vicente Ramos (ur. 9 października 1871 w Teruel; zm. 31 lipca 1936 w Granollers) – hiszpański błogosławiony Kościoła katolickiego. 
Wstąpił do zakonu we Włoszech. Pełnił różne posługi, a także odwiedzał więźniów. Został zastrzelony podczas wojny domowej w Hiszpanii.
Beatyfikował go w grupie Józef Aparicio Sanz i 232 towarzyszy Jan Paweł II w dniu 11 marca 2001 roku.